# Tiếng Yap
Tiếng Yap là một ngôn ngữ được nói trên đảo Yap (Liên bang Micronesia). Đây là một ngôn ngữ Nam Đảo, chính xác hơn là thuộc ngữ chi châu Đại Dương. Khó có thể phân loại xa hơn ngôn ngữ này, nhưng tiếng Yap có thể là một ngôn ngữ quần đảo Admiralty.

## Phép chính tả
Âm tắc thanh hầu là một đặc điểm nổi bật trong tiếng Yap. Những từ bắt đầu bằng một nguyên âm có một âm tắc thanh hầu đi trước. Những nguyên âm kế cận cũng có âm tắc thanh hầu giữa chúng. Và còn có âm tắc thanh hầu cuối từ.
Tiếng Yap được viết bằng bảng chữ cái Latinh. Cho tới thập niên 1970, âm tắc thanh hầu không được viết ra. Một âm tắc thanh hầu cuối từ được thể hiện bằng cách gấp đôi ký tự nguyên âm cuối. Phụ âm thanh hầu hóa được thay bằng dấu lược ('). Thập niên 1970, một hệ thống chính tả mới được áp dụng, lấy nguyên âm gấp đôi thể hiện nguyên âm dài; và do sẽ diễn ra tình trạng mơ hồ nghĩa nếu âm tắc thanh hầu không được viết ra, 'q' được sự dụng để đại diện cho âm tắc này.

## Âm vị học
Ngoài một vài trường hợp có dạng V, âm tiết có dạng CV hoặc CVC.

### Phụ âm
Tiếng Yap là một trong số tương đối ít ngôn ngữ trên thế giới có âm xát phóng xuất (tống ra). Những âm tống ra (cả tắc và xát) trong tiếng Yap là  /pʼ tʼ kʼ fʼ θʼ/. Cũng có những âm mũi thanh hầu hóa /mˀ nˀ ŋˀ/ và âm tiếp cận thanh hầu hóa /jˀ wˀ lˀ/.
Trong bảng dưới đây, mỗi âm vị được liệt kê chung với một tự vị sự dụng khi viết.
|          |               | Môi     | Răng     | Chân răng | Vòm     | Ngạc mềm | Thanh hầu |
| -------- | ------------- | ------- | -------- | --------- | ------- | -------- | --------- |
| Mũi      | thường        | /m/ m   |          | /n/ n     |         | /ŋ/ ng   |           |
| Mũi      | thanh hầu hoá | /mˀ/ m' |          | /nˀ/ n'   |         | /ŋˀ/ ng' |           |
| Tắc      | plain         | /p/ p   |          | /t/ t     |         | /k/ k    | /ʔ/ q/['] |
| Tắc      | tống ra       | /pʼ/ p' |          | /tʼ/ t'   |         | /kʼ/ k'  |           |
| Xát      | vô thanh      | /f/ f   | /θ/ th   | /s/ s     | /ʃ/ ch  | /x/ g    | (/h/) h   |
| Xát      | hữu thanh     | /β/ b   | /ð/ d    |           |         |          |           |
| Xát      | tống ra       | /fʼ/ f' | /θʼ/ th' |           |         |          |           |
| Tiếp cận | thường        |         |          | /l/ l     | /j/ y/j | /w/ w    |           |
| Tiếp cận | thanh hầu hoá |         |          | /lˀ/ l'   | /jˀ/ y' | /wˀ/ w'  |           |
| Rung     | thường        |         |          | /r/ r     |         |          |           |

/h/ <h> và /j/ <j> chỉ sử dụng trong từ mượn tiếng Anh và tiếng Nhật (/j/ <y> xuất hiện trong từ bản địa).

### Nguyên âm
Trong bảng dưới đây, mỗi âm vị được liệt kê chung với một tự vị sự dụng khi viết.
|            | Trước      | Trước | Trước | Trước      | Sau        | Sau  | Sau   | Sau   |
| không tròn | không tròn | tròn  | tròn  | không tròn | không tròn | tròn | tròn  |       |
| ngắn       | dài        | ngắn  | dài   | ngắn       | dài        | ngắn | dài   |       |
| ---------- | ---------- | ----- | ----- | ---------- | ---------- | ---- | ----- | ----- |
| Đóng       | ɪ i        | iː ii |       |            |            |      | ʊ u   | ʊː uu |
| Vừa        | ɛ e        | eː ee | œ ö   | œː oe      | ʌ a        |      | ɔ o   | ɔː oo |
| Gần mở     | æ ë        | æː ea |       |            |            |      |       |       |
| Mở         | a ä        | aː ae |       |            |            |      | ɑː aa |       |